# Estadio del Ejército Egipcio
El Estadio del Ejército Egipcio (árabe: ستاد مبارك الدولي) anteriormente llamado Estadio Internacional Mubarak es un Estadio multiusos ubicado en la ciudad de Suez, Egipto. El estadio inaugurado en 2009 posee una capacidad para 45 000 espectadores y lleva el nombre del expresidente del país entre 1981 a 2011 Hosni Mubarak.
En él se realizaron los partidos del Grupo C, octavos y cuartos de final de la Copa Mundial de Fútbol Sub-20 de 2009.
El estadio fue conocido como Estadio Internacional Mubarak hasta 2011 y fue cambiado a Estadio del Ejército egipcio como resultado de la Revolución egipcia de 2011 que derrocó a Hosni Mubarak de ser el presidente de Egipto.